# Christian Treschow til Frydendal
 Der er flere personer med dette navn, se Christian Treschow.
Christian Rosenkilde Treschow (født 26. juli 1842 på Brahesborg, død 13. april 1905 i København) var en dansk godsejer, kammerherre og hofjægermester, far til Frederik og Harry Treschow.
Han var søn af kammerherre Frederik Treschow og Andrea Bjørn født Rothe, blev 1860 student fra Odense Katedralskole, 1866 cand. jur. og 1870 attaché ved gesandtskabet i London. Han arvede 1872 Frydendal (Torbenfeldt), blev 1873 hofjægermester, 1896 kammerherre og 20. juli 1901 Ridder af Dannebrog.